# Heteromyza oculata
Heteromyza oculata – gatunek muchówki z rodziny błotniszkowatych i podrodziny Heleomyzinae.
Gatunek ten opisany został w 1820 roku przez Carla Fredrika Falléna.
Muchówka o ciele długości od 5 do 6 mm. Głowa jej odznacza się obecnością zarówno włosków jak i szczecinek na policzkach oraz wyraźnie ściętym czołem na wysokości przyoczek. Tułów cechuje się krótszymi od owłosienia przedszwowymi szczecinkami śródplecowymi, obecnością szczecinek na propleurach oraz nagim przedpiersiem. Skrzydła mają długie pterostygmy i kolcopodobne szczecinki na żyłce kostalnej dłuższe niż owłosienie. Środkowa para odnóży ma na goleniach po jednej, dobrze rozwiniętej ostrodze.
Owad znany z Andory, Francji, Irlandii, Wielkiej Brytanii, Belgii, Holandii, Niemiec, Danii, Norwegii, Szwecji, Finlandii, Szwajcarii, Austrii, Włoch, Polski, Łotwy, Czech, Słowacji, Węgier, Rumunii i Rosji.